# Indywidualne Mistrzostwa Świata w Long Tracku 1980
Indywidualne Mistrzostwa Świata na długim torze 1980

## Wyniki
- 14 września 1980 r. (niedziela),  Scheeßel

| Msc. | Zawodnik        | Kraj              | Pkt |                 |  |
| ---- | --------------- | ----------------- | --- | --------------- |  |
| 1    | Karl Maier      | RFN               | 23  |                 |  |
| 2    | Egon Müller     | RFN               | 18  |                 |  |
| 3    | Josef Aigner    | RFN               | 16  |                 |  |
| 3    | Christoph Betzl | RFN               | 16  |                 |  |
| 5    | Georg Hack      | RFN               | 14  |                 |  |
| 6    | Wilhelm Duden   | RFN               | 11  |                 |  |
| 7    | Ivan Mauger     | Nowa Zelandia     | 9   |                 |  |
| 8    | Zdeněk Kudrna   | Czechosłowacja    | 9   |                 |  |
| 9    | Ole Olsen       | Dania             | 8   |                 |  |
| 10   | Michael Lee     | Wielka Brytania   | 8   |                 |  |
| 11   | Peter Collins   | Wielka Brytania   | 7   |                 |  |
| 12   | Jiří Štancl     | Czechosłowacja    | 6   |                 |  |
| 13   | Chris Morton    | Wielka Brytania   | 5   |                 |  |
| 14   | Milan Špinka    | Czechosłowacja    | 5   |                 |  |
| 15   | Frits Koning    | Holandia          | 3   |                 |  |
| 16   | Anders Michanek | Szwecja           | 2   |                 |  |
| 17   | Bruce Penhall   | Stany Zjednoczone | 0   |                 |  |
| 18   | Alois Wiesböck  | RFN               | 18  | dyskwalifikacja |  |